# Gmina Bestwina
Gmina Bestwina je gmina v jižním Polsku ve Slezském vojvodství v okrese Bílsko-Bělá. Skládá se ze čtyř starostenství:
- Bestwina – 4 949 obyvatel, rozloha 13,54 km²
- Bestwinka – 1 679 obyvatel, rozloha 4,55 km²
- Janowice – 1 821 obyvatel, rozloha 7,09 km²
- Kaniów – 3 351 obyvatel, rozloha 12,51 km²

Dohromady má celá gmina rozlohu 37,69 km² (8,2 % území okresu) a v roce 2017 zde žilo 11 800 obyvatel (7,2 % obyvatelstva okresu).
Na západě sousedí s gminou Čechovice-Dědice, na jihu s městem Bílsko-Bělá, na východě s gminou Wilamowice a na severu s gminou Miedźna a gminou Pszczyna v okrese Pszczyna.
Gmina leží na malopolské straně historické slezsko-malopolské/haličské zemské hranice a její severní hranice kopíruje někdejší rakousko-pruskou státní hranici. Významnou hospodářskou roli zde hraje rybníkářství, gminou se táhne velká rybniční soustava přesahující z Žabího kraje na Těšínsku. V obci Kaniów se nachází letecký technologický park s letištěm a výrobnou kluzáků i ultralehkých letadel, a také štěrkovna, v Bestwince pak velká drůbežárna (bývalé JZD Przełom). Probíhá tudy železniční magistrála Krakov – Bohumín – Vídeň (stanice Kaniów).
Území gminy patří k suburbanní zóně Bílska-Bělé a počet obyvatel stoupá v důsledku suburbanizace.